# Bryan Gunn
Bryan James Gunn (Thurso, 1963. december 22. –) skót válogatott labdarúgókapus és edző. 

## Pályafutása

### Klubcsapatban
1982 és 1986 között az Aberdeen játékosa volt, melynek tagjaként két bajnoki címet szerzett, háromszoros kupa és egyszeres ligakupagyőztes. 1983-ban a kupagyőztesek Európa-kupáját és az UEFA-szuperkupát is megnyerte csapatával. 1986-tól 1998-ig több mint 390 mérkőzésen védte a Norwich City kapuját. Az 1998–99-es szezonban a Hibernian kapusa volt.  

### A válogatottban
1990 és 1994 között 6 alkalommal szerepelt a skót válogatottban. Részt vett az 1990-es világbajnokságon, ahol Jim Leighton és Andy Goram mögött a válogatott harmadik számú kapusának számított.

### Edzőként
2009-ben a Norwich City vezetőedzője volt.

## Sikerei, díjai
Aberdeen FC
- Skót bajnok (2): 1983–84, 1984–85
- Skót kupagyőztes (3): 1982–83, 1983–84, 1985–86
- Skót ligakupagyőztes (1): 1985–86
- Kupagyőztesek Európa-kupája győztes (1): 1982–83
- UEFA-szuperkupa (1): 1983